# Tarabana
Tarabana – miejscowość (plaats) i strefa (zone) w regionie Oranjestad-Oost w środkowo-zachodniej części kraju autonomicznego Aruba, należącego do Holandii, w Ameryce Południowej. 1 stycznia 2020 r. liczyła 2000 mieszkańców.  

## Podział administracyjny
W skład strefy wchodzi jedna miejscowość
- Tarabana

## Demografia
Strefa liczy 2000 mieszkańców (1 stycznia 2020).
| Kobiety | Mężczyźni |
| ------- | --------- |
| 897     | 1103      |